# Isla Wiese
Isla Wiese (en ruso: Остров Визе, romanizado: Óstrov Vize), también llamada Tierra de Wiese (en ruso: Земля Визе, romanizado: Zemliá Vize) es una isla situada en el océano Ártico en el extremo norte del Mar de Kara, a mitad de camino entre la Tierra de Francisco José y la Tierra del Norte, su latitud es 79 ° 18 'N y su longitud 76 ° 32' E. Pertenece al Krai de Krasnoyarsk una división administrativa de la Federación de Rusia.
Esta isla es desolada y está sujeta a las severas tormentas del Ártico, pero no posee glaciares. En el verano, grandes zonas de la isla están libres de hielo y nieve. Su superficie total es de 289 kilómetros cuadrados.

## Clima
| Parámetros climáticos promedio de Isla Vize (1991-2020) | Parámetros climáticos promedio de Isla Vize (1991-2020) | Parámetros climáticos promedio de Isla Vize (1991-2020) | Parámetros climáticos promedio de Isla Vize (1991-2020) | Parámetros climáticos promedio de Isla Vize (1991-2020) | Parámetros climáticos promedio de Isla Vize (1991-2020) | Parámetros climáticos promedio de Isla Vize (1991-2020) | Parámetros climáticos promedio de Isla Vize (1991-2020) | Parámetros climáticos promedio de Isla Vize (1991-2020) | Parámetros climáticos promedio de Isla Vize (1991-2020) | Parámetros climáticos promedio de Isla Vize (1991-2020) | Parámetros climáticos promedio de Isla Vize (1991-2020) | Parámetros climáticos promedio de Isla Vize (1991-2020) | Parámetros climáticos promedio de Isla Vize (1991-2020) |
| Mes                                                     | Ene.                                                    | Feb.                                                    | Mar.                                                    | Abr.                                                    | May.                                                    | Jun.                                                    | Jul.                                                    | Ago.                                                    | Sep.                                                    | Oct.                                                    | Nov.                                                    | Dic.                                                    | Anual                                                   |
| ------------------------------------------------------- | ------------------------------------------------------- | ------------------------------------------------------- | ------------------------------------------------------- | ------------------------------------------------------- | ------------------------------------------------------- | ------------------------------------------------------- | ------------------------------------------------------- | ------------------------------------------------------- | ------------------------------------------------------- | ------------------------------------------------------- | ------------------------------------------------------- | ------------------------------------------------------- | ------------------------------------------------------- |
| Temp. máx. abs. (°C)                                    | 0.0                                                     | -0.2                                                    | 0.9                                                     | 1.5                                                     | 2.3                                                     | 5.1                                                     | 9.2                                                     | 8.5                                                     | 6.6                                                     | 3.1                                                     | 1.0                                                     | 0.2                                                     | 9.2                                                     |
| Temp. máx. media (°C)                                   | -19.4                                                   | -20.0                                                   | -19.0                                                   | -14.2                                                   | -6.4                                                    | -0.1                                                    | 1.9                                                     | 1.9                                                     | -0.2                                                    | -6.0                                                    | -12.0                                                   | -16.9                                                   | -9.2                                                    |
| Temp. media (°C)                                        | -22.8                                                   | -23.4                                                   | -22.5                                                   | -17.6                                                   | -8.6                                                    | -1.4                                                    | 0.7                                                     | 0.7                                                     | -1.5                                                    | -8.1                                                    | -15.1                                                   | -20.0                                                   | -11.6                                                   |
| Temp. mín. media (°C)                                   | -26.1                                                   | -26.6                                                   | -25.7                                                   | -20.8                                                   | -10.8                                                   | -2.7                                                    | -0.4                                                    | -0.4                                                    | -2.8                                                    | -10.5                                                   | -18.2                                                   | -23.1                                                   | -14                                                     |
| Temp. mín. abs. (°C)                                    | -47.9                                                   | -44.5                                                   | -47.0                                                   | -44.0                                                   | -32.1                                                   | -15.0                                                   | -5.1                                                    | -11.3                                                   | -22.2                                                   | -38.2                                                   | -41.3                                                   | -43.7                                                   | -47.9                                                   |
| Precipitación total (mm)                                | 12                                                      | 11                                                      | 12                                                      | 12                                                      | 14                                                      | 16                                                      | 18                                                      | 24                                                      | 26                                                      | 25                                                      | 18                                                      | 17                                                      | 205                                                     |
| Nevadas (cm)                                            | 24                                                      | 26                                                      | 29                                                      | 32                                                      | 36                                                      | 26                                                      | 1                                                       | 0                                                       | 4                                                       | 13                                                      | 19                                                      | 21                                                      | 231                                                     |
| Días de lluvias (≥ 1 mm)                                | 0                                                       | 0                                                       | 0                                                       | 0                                                       | 0.3                                                     | 4                                                       | 12                                                      | 12                                                      | 6                                                       | 1                                                       | 0                                                       | 0                                                       | 35.3                                                    |
| Días de nevadas (≥ 1 mm)                                | 18                                                      | 16                                                      | 16                                                      | 15                                                      | 24                                                      | 18                                                      | 10                                                      | 12                                                      | 21                                                      | 24                                                      | 19                                                      | 17                                                      | 210                                                     |
| Horas de sol                                            | 0                                                       | 3                                                       | 101                                                     | 273                                                     | 175                                                     | 128                                                     | 124                                                     | 75                                                      | 26                                                      | 9                                                       | 0                                                       | 0                                                       | 914                                                     |
| Humedad relativa (%)                                    | 81                                                      | 80                                                      | 80                                                      | 83                                                      | 87                                                      | 91                                                      | 94                                                      | 94                                                      | 91                                                      | 85                                                      | 83                                                      | 81                                                      | 85.8                                                    |
| Fuente n.º 1: Погода и климат                           |                                                         |                                                         |                                                         |                                                         |                                                         |                                                         |                                                         |                                                         |                                                         |                                                         |                                                         |                                                         |                                                         |
| Fuente n.º 2: NOAA (Horas de sol, 1961-1990)            |                                                         |                                                         |                                                         |                                                         |                                                         |                                                         |                                                         |                                                         |                                                         |                                                         |                                                         |                                                         |                                                         |